# Stiftsgymnasium Kremsmünster
Das Stiftsgymnasium Kremsmünster ist eine Allgemeinbildende höhere Schule im Stift Kremsmünster in der Marktgemeinde Kremsmünster in Oberösterreich. Das humanistisch-neusprachliche Stiftsgymnasium vermittelt Allgemeinbildung und als katholische Schule humanistisch-christliche Grundhaltungen.

## Geschichte

### Öffentliche Klosterschule
Die frühere unter Denkmalschutz stehende Klosterschule des Stiftes ist seit 1549 eine „Schule für die Öffentlichkeit“, und ab 1804 auch als kaiserlich-königliches Konvikt geführt. Im Zeitraum 1800–1873 hatte die Anstalt insgesamt rund 3120 Schüler. Das heutige Gymnasialgebäude wurde im Jahr 1891 vom Architekten Hermann Krackowizer errichtet. Ab 1906 war im Konvikt mit dem Museum auch ein Sängerknabeninstitut integriert. Von 1938 bis 1945 wurden das Gymnasium und Internat zwischenzeitlich als NS-Oberschule und NS-Schülerheim geführt. Seit 1990 wurden im vormaligen Knabeninternat auch erstmals Mädchen und externe Fahrschüler aufgenommen. Das der Schule angeschlossene Konvikt wurde im Jahr 2013 nach mehr als 200 Jahren wegen mangelnder Auslastung geschlossen, und wird seither als Tagesheim weitergeführt. Seit 2016 beherbergt es auch Sonderunterrichtsräume wie einen Physiksaal, Biologiesaal oder auch Zeichensäle. Im Zuge dieses Umbaus wurde ein unterirdischer Verbindungsgang zum Schulgebäude und ein neuer Turnsaal errichtet.

### Missbrauchsfälle

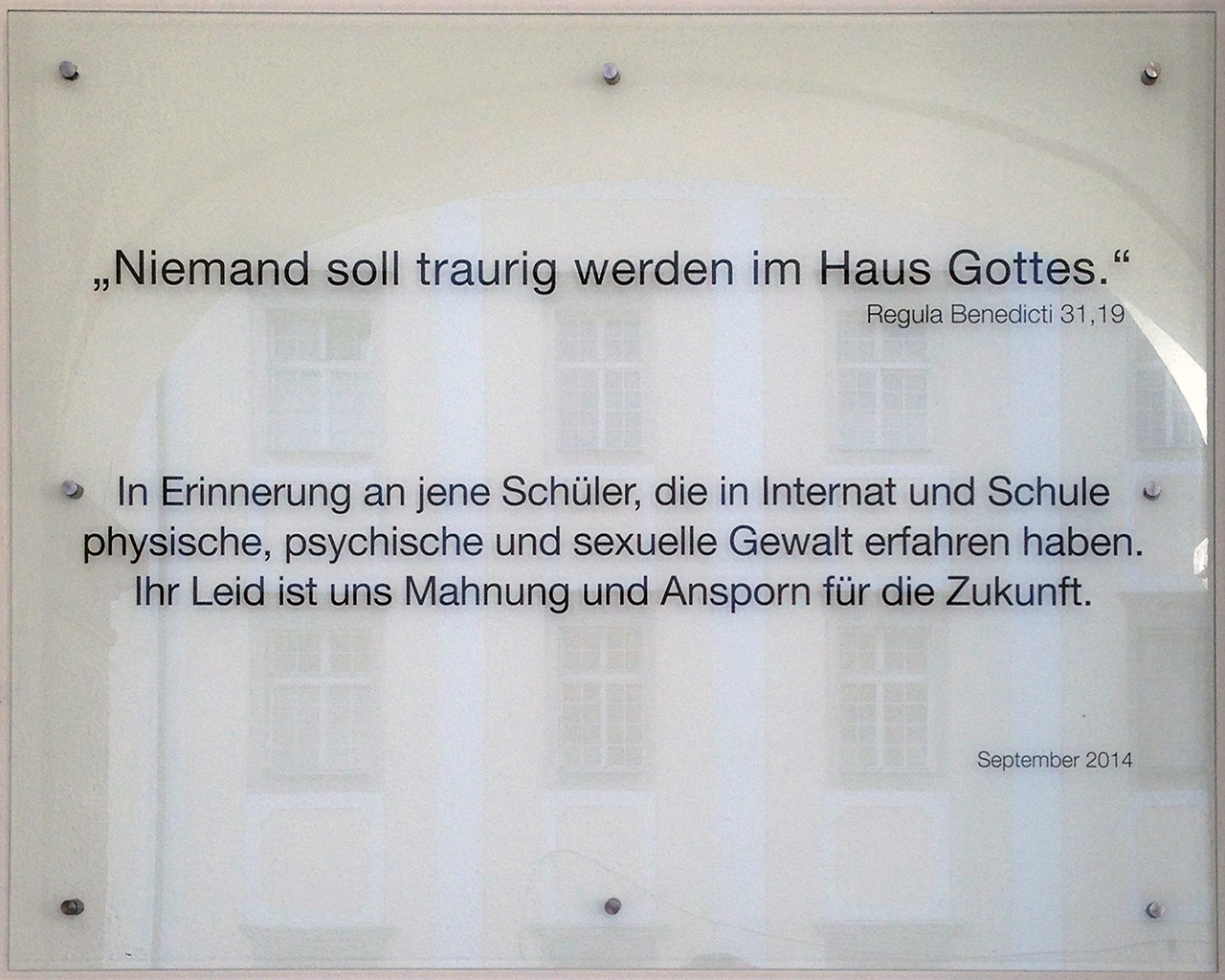
Gedenktafel für Missbrauchsopfer

Ab 2010 war das Stiftsgymnasium Kremsmünster im Zusammenhang mit der Aufarbeitung der Missbrauchsfälle im Stift Kremsmünster immer wieder Gegenstand öffentlichen Interesses, wobei die jüngsten dokumentierten Fälle sexueller Gewalt bis ins Jahr 2001 zurückgehen. Eine vom Münchner Institut für Praxisforschung (IPP) unter der Leitung des Sozialpsychologen Heiner Keupp durchgeführte wissenschaftliche Studie zum Thema „Sexualisierte, psychische und physische Gewalt in Konvikt und Gymnasium des Benediktinerstifts Kremsmünster“ nannte unter anderem eine mangelnde pädagogische Qualifikation als Ursache für ein im Stiftsgymnasium bis in die jüngste Vergangenheit praktiziertes System des erzieherischen Missbrauchs. Seit September 2014 erinnert auch eine Gedenktafel im Gymnasialgang an die von den oben genannten Gewaltformen betroffenen ehemaligen Schüler des Gymnasiums. Im Juni 2017 wurde erneut ein Lehrer des Stiftsgymnasiums aufgrund von „Quälen oder Vernachlässigen unmündiger, jüngerer oder wehrloser Personen“ angeklagt, und vom Landesgericht Steyr zu einer Geldbuße von 6400 Euro verurteilt.

### Neuer Träger
Seit dem Schuljahr 2013/14 wird das Gymnasium vom Schulverein des Benediktinerstiftes Kremsmünster getragen. Im Jahr 2018 besuchten 411 Schüler das Gymnasium, von den 48 Professoren sind aktuell auch sechs Patres (Stand 2020). Seit der Schließung des Internats hat das ehemals österreichweit als Eliteschule bekannte Stiftsgymnasium jedoch eine überwiegend lokale Bedeutung für einheimische Schüler oder Fahrschüler aus der Region. Mehr als die Hälfte der Schüler wechselt während oder nach der Unterstufe in eine andere Schule, während aktuell nur rund ein Drittel der Schulanfänger das Gymnasium auch mit der Matura abschließt.

## Bekannte Lehrer
- Beda Piringer (1865–1873), Direktor
- Pankraz Stollenmayer (1889–1980), Direktor
- August Mandorfer (* 1933), Musikpädagoge, Konviktsdirektor und pädokrimineller Straftäter

## Bekannte Schüler und Absolventen

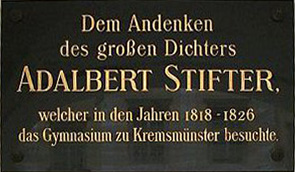
Gedenktafel für Adalbert Stifter

Ein Teil der Absolventen des Stiftsgymnasiums ist bis heute im Verein der Altkremsmünsterer organisiert.
- Marianus Pachmayr (1728–1805), Benediktiner
- Georg Pasterwiz (1730–1803), Komponist und katholischer Theologe
- Joseph Benedikt Heyrenbach (1738–1779), Jesuit, Historiker und Bibliothekar
- Beda Plank (1741–1830), katholischer Geistlicher, Dramatiker sowie Regens chori im Stift Kremsmünster
- Franz Xaver Süßmayr (1766–1803), Komponist
- Johann Michael Vogl (1768–1840), Sänger und Freund Franz Schuberts
- Franz Xaver Nippel von Weyerheim (1787–1862), Bürgermeister von Graz und Richter am Oberlandesgericht Wien
- Anton von Spaun (1790–1849), Literaturhistoriker, Volkskundler und Musiker
- Joseph Mohr (1792–1848), Priester und Dichter u. a. des Weihnachtsliedes Stille Nacht, heilige Nacht
- Joseph Kenner (1794–1868), k.k. Beamter, Zeichner, Dichter, Bezirkshauptmann von Freistadt und Bezirksvorsteher in Bad Ischl
- Franz von Schober (1796–1882), Dichter, Librettist und Lithograf sowie Schauspieler in Breslau und Legationsrat in Weimar
- Adalbert Stifter (1805–1868), Schriftsteller, Lyriker, Maler und Pädagoge
- Karl Wilhelm Mayrhofer (1806–1853), Arzt, Homöopath und Schriftsteller
- Anton Hye von Glunek (1807–1895), Rektor der Universität Wien 1871–1872
- Josef Brenner von Felsach (1807–1876), Salinen- und Badearzt in Bad Ischl
- Franz Xaver Schmid (1819–1883), Philosoph, Schriftsteller und Hochschullehrer
- Karl Wagner von Inngau (1819–1893), Jurist, 1876 bis 1887 Präsident des Handelsgerichts Wien
- Carl Franz Planck von Planckburg (1833–1880), Bankier
- Gottfried Edmund Frieß (1836–1904), Benediktiner, Historiker und Lehrer
- Karl Mayrhofer (1837–1882), Gynäkologe und Hochschullehrer
- Johann Nepomuk Schauer (1840–1914), Jurist, Politiker und Bürgermeister von Wels
- Otto Wagner (1841–1918), Architekt, Architekturtheoretiker und Stadtplaner Wiens
- Anton von Eiselsberg (1860–1939), Pionier der Unfallchirurgie
- Ignaz Emanuel Dörfler (1866–1950), Botaniker und Forschungsreisender, der Schule verwiesen
- Bonifaz Zölß (1875–1956), 64. Abt des Stiftes Admont
- Friedrich Krinzinger (* 1940), Archäologe
- Roland Girtler (* 1941), Soziologe
- Gottfried Kneifel (* 1948), dreifacher Präsident des Bundesrates
- Helmut Obermayr (* 1949), Journalist, Intendant ORF Oberösterreich
- Josef Weidenholzer (* 1950), Soziologe und Universitätsprofessor, Politiker und EU-Parlamentarier
- Johannes Jetschgo (* 1956), Journalist, Landesstudio Oberösterreich
- Stephan P. Leher (* 1956), römisch-katholischer Moraltheologe und Universitätsprofessor
- Michael Strugl (* 1963), Politiker, Landeshauptmann-Stellvertreter
- Michael Pammesberger (* 1965), Karikaturist
- Helena Stockinger (* 1985), Religionspädagogin